# 10·28 건국대학교 사건
10∙28 건국대학교 사건은 반외세 자주화, 반독재 민주화, 조국 통일의 3대 구호를 내걸고, 1986년 10월 28일부터 31일까지 66시간 50분 동안 건국대학교에서 전개된 학생 민주화 운동이다. 10∙28 건국대학교 사태 혹은 10∙28 건국대학교 항쟁라는 명칭으로 불리기도 한다. 이러한 점거농성은 작전명 황소30이라 명명된 경찰의 입체 진압작전에 의해 강제 해산됐으며, 1,525명이 연행되고 이중 1,288명이 구속됐다. 연행된 학생들에게는 용공좌경 분자라는 죄목이 적용됐다.

## 전개
1986년 10월 28일 건국대학교에서 '전국반외세반독재애국학생투쟁연합' 결성식에 참여하기위해 전국 2,500여명의 대학생들이 건국대로 모여들었다. 결성선언문 낭독하고 독재화형식을 진행하다 갑자기 전투경찰들이 기습진압을 시작해 강압적으로 학생들을 진압하기 시작했고 당시 시위현장에 있던 학생들은 4개의 건물로 흩어지게 된다. 건물 안으로 피신한 학생들은 현수막을 내걸고 반외세 자주화, 반독재 민주화, 조국통일 등의 구호를 외치며 4일간 점거농성을 벌였다.  경찰들은 애학투련 결성식 같은 연합시위를 경찰들이 모를 리가 없었고, 이를 기회 삼아 민주화운동을 일망타진하기 위해 의도적으로 시위현장에 있던 학생들을 건물 안으로 몰아붙여 농성을 유도한 것이었다. 한편 농성 4일째 되던 날 8천여명에 진압병력이 투입됐고 최루탄과 물대포를 발포하며 학생들을 밀어붙히고 진압병력들이 동시에 4개에 건물로 투입되고 헬기까지 동원되어 당시 농성을 벌이던 학생들은 추위와 배고픔 으로 탈진해있던 상황이라 경찰들에 대규모 진압에 속수무책으로 진압당할 수밖에 없었다. 진압작전 개시 2시간만에 학생들은 완전 진압당해 속수무책으로 당하고 말았다. 모두 연행되었다. 당시 1,525명의 학생 연행, 1,290명 구속이라는 초유의 기록을 세우며 사건은 비극적으로 마무리됐다. 경찰의 폭력진압에 학생들 중 60여명은 병원에 입원하기까지 했고, 전국에서는 항의시위가 일어났다.